# Antonio Ive

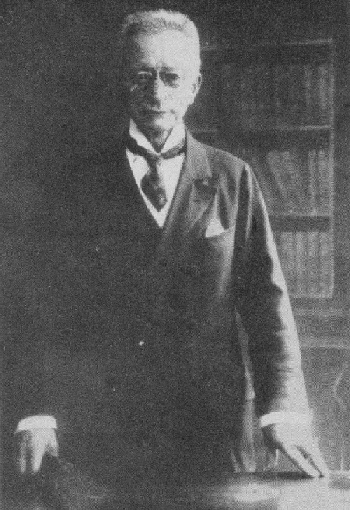
Antonio Ive

Antonio Ive (* 13. August 1851 in Rovinj; † 9. Januar 1937 in Graz) war ein österreichischer Romanist und Ethnologe italienischer Herkunft.

## Leben und Werk
Ive machte Abitur in Koper. Er studierte romanische Philologie in Wien bei Adolf Mussafia, in Italien bei Graziadio Isaia Ascoli, Giovanni Flechia, Ernesto Monaci, Domenico Comparetti und Alessandro D’Ancona, sowie in Paris bei Gaston Paris, Paul Meyer und Arsène Darmesteter. Er machte in Wien die Lehramtsprüfung in Italienisch, Latein und Griechisch und promovierte 1874. Er habilitierte sich an der Universität Wien bei Adolf Mussafia und war von 1893 bis 1922 als Kollege von Hugo Schuchardt Professor an der Universität Graz. Zu seinen Schülern gehörte Karl von Ettmayer.

## Werke
- Canti popolari istriani: raccolti a Rovigno e annotati. — Roma; Torino; Firenze: Ermanno Loescher, 1877. — XXXII, 383 p. — (Canti e racconti del popolo italiano, vol. 5.)
- Novelline popolari rovignesi. — Vienna: Coi tipi di Adolfo Holzhausen, 1877. — 32 p. — (Nella raccolta del Comparetti, vol. V)
- Fiabe popolari rovignesi. — Vienna: A. Holzhausen, 1878. — 26 p.
- Analisi di Franz Miklosich «Ueber die Wanderungen der Rumunen in den dalmatinschen Alpen und den Karpaten» // Romania, 9e année. F. Vieweg, Libraire-Éditeur (Paris, 1880). — SS. 320–328
- Raccolta di proverbi istriani. — Vienna, 1881
- Mario Mandalari, Giuseppe Mazzatinti & Antonio Ive Rimatori napoletani del quattrocento. — Caserta: Premiato Stab. Tip. A. Iaselli, 1885. — 198 p.
- L’antico dialetto di Veglia. // Archivio Glottologico Italiano. — Roma; Torino; Firence: Ermanno Loesher, 1886. — Vol. 9. — P. 115—187, Reproduktion hrsg. von Aldo Duro, Rom 2000
- Saggi di dialetto rovignese. — Trieste: Tipografia del Lloyd austro-ungarico, 1888. — 78 p.
- Die istrianischen Mundarten. // Vierundvierzigstes Programm des K. K. Staats-Gymnasiums in Innsbruck: Veröffentlicht am Schlusse des Schuljahres. Bd. 44, 1892/93. — Innsbruck: Druck der Wagner’schen Universitäts-Buchdruckerei, 1893. — S. 1–42
  - Die istrianischen Mundarten. — Wien: Verlag des Verfassers — Druck von Gerold’s Sohn, 1893. — 42, 3 s.
- I dialetti ladino-veneti dell’ Istria. — Strasburgo : Karl J. Trübner, 1900. — xxiv, 209 p. (Internet Archive, Google Books US, istrianet)
- Canti popolari in veglioto odierno. — Bologna : Forni Editore, [1900?]. — 40 p.
- Quarnàro o Carnàro? Quarnéro o Carnèro? Postilla etimologica. — Parenzo: Tipografia Gaetano Coana, 1902. — PP. 9.
- Canti popolari Velletrani: con illustrazioni e note musicali. / Pubblicazione incoraggiata dall’I.R. Ministero del Culto e dell’Istruzione. — Roma: E. Loescher & Co. (W. Regenberg), 1907. — xxxii, [1], 339 p. (Bologna, 1972)
- Fiabe istriane. / Ediz. critica a cura di Laura Oretti. — Gorizia: Editrice goriziana, 1993. — 220, [1] p. — (Il Biancospino, Collana di testi e studi etnografici, 7)